# Karabin Radom-Hunter
Sztucer myśliwski samopowtarzalny Radom-Hunter – polski karabin samopowtarzalny zaprojektowany na bazie karabinka AKM przez zespół pod kierownictwem mgr inż. Andrzeja Jęczmyka.

## Charakterystyka
Podstawową różnicą w stosunku do karabinka AKM było przekonstruowanie karabinka tak aby strzelał jedynie ogniem pojedynczym. Radom Hunter posiadał też wydłużoną o 93 mm (do 508 mm) lufę w stosunku do AKM (415 mm) oraz kolbę ze zintegrowanym chwytem pistoletowym z laminowanego drewna liściastego. Standardowe magazynki mieściły pięć nabojów, jednak istniała możliwość dołączenia wojskowych magazynków łukowych o pojemności 10, 15, 20, 30 i 40 nabojów lub magazynków bębnowych o pojemności 75 lub 100 nabojów. Karabinek Radom Hunter jako broń cywilna jest pozbawiony zaczepu bagnetu a jego lufa nie ma gwintu umożliwiającego montaż kompensatora odrzutu do strzelania ogniem ciągłym.
Broń była reklamowana jako:
- sztucer myśliwski półautomatyczny
- karabinek do szkolenia strzeleckiego stopnia wyższego niż podstawowe
- karabinek do strzelań sportowych

Producent oferował opcjonalny montaż celownika optycznego Nokta 2.5-9x56 lub innego dostarczonego przez klienta.
Karabinek Radom Hunter miał szereg wad, które czyniły z niego raczej karabinek do strzelania sportowego niż sztucer:
- stosowanie broni samopowtarzalnej jest według serwisu giwera.pl uznawane przez myśliwych za nieetyczne[1], jej zbyt wielka szybkostrzelność praktyczna zmniejsza szanse zwierzyny na ucieczkę[brak potwierdzenia w źródle],
- po AKM-ie odziedziczył niewygodny oraz głośny (płoszący zwierzynę) bezpiecznik,
- nabój pośredni 7,62 × 39, którym strzela Radom Hunter ma zbyt niską energię wylotowa aby mógł być używany do polowań na duże zwierzęta, a z drugiej strony jego właściwości balistyczne (duży opad) sprawiają, że nie nadaje się do polowań na zwierzęta małe[potrzebny przypis].

Produkcję Radom Huntera zakończono prawdopodobnie około roku 2000[wymaga weryfikacji?] po tym jak Zakłady Metalowe Radom S.A sprzedały linię produkcyjną do karabinków AKM. Obecnie odpowiednik Huntera w ofercie FB Łucznik jest budowany na bazie kbs wz. 96 Beryl. Jest to karabinek Beryl-Sport strzelający myśliwską amunicją .223 Rem i wyposażony w górną szynę Picatinny (zgodną ze standardem NATO).

## Wersje
- model 340K – z lufą długości 415 mm
- model 340 – z lufa długości 508 mm
- model 341 – z lufą długości 508 mm i podstawą służącą do mocowania celownika optycznego
- model 341D – z lufą długości 508 mm, podstawą służącą do mocowania celownika optycznego, oraz wydłużonym łożem dolnym